# Acrida willemsei
Acrida willemsei är en insektsart som beskrevs av Vitaly Michailovitsh Dirsh 1954. Acrida willemsei ingår i släktet Acrida och familjen gräshoppor. Inga underarter finns listade i Catalogue of Life.